# Curmală
Curmala este fructul produs de palmierul Phoenix dactylifera (finic). Fructul său este dulce, datorită cantității de 70% de zahăr pe care o conține; curmalele sunt un aliment de bază în Magreb.

## Varietăți

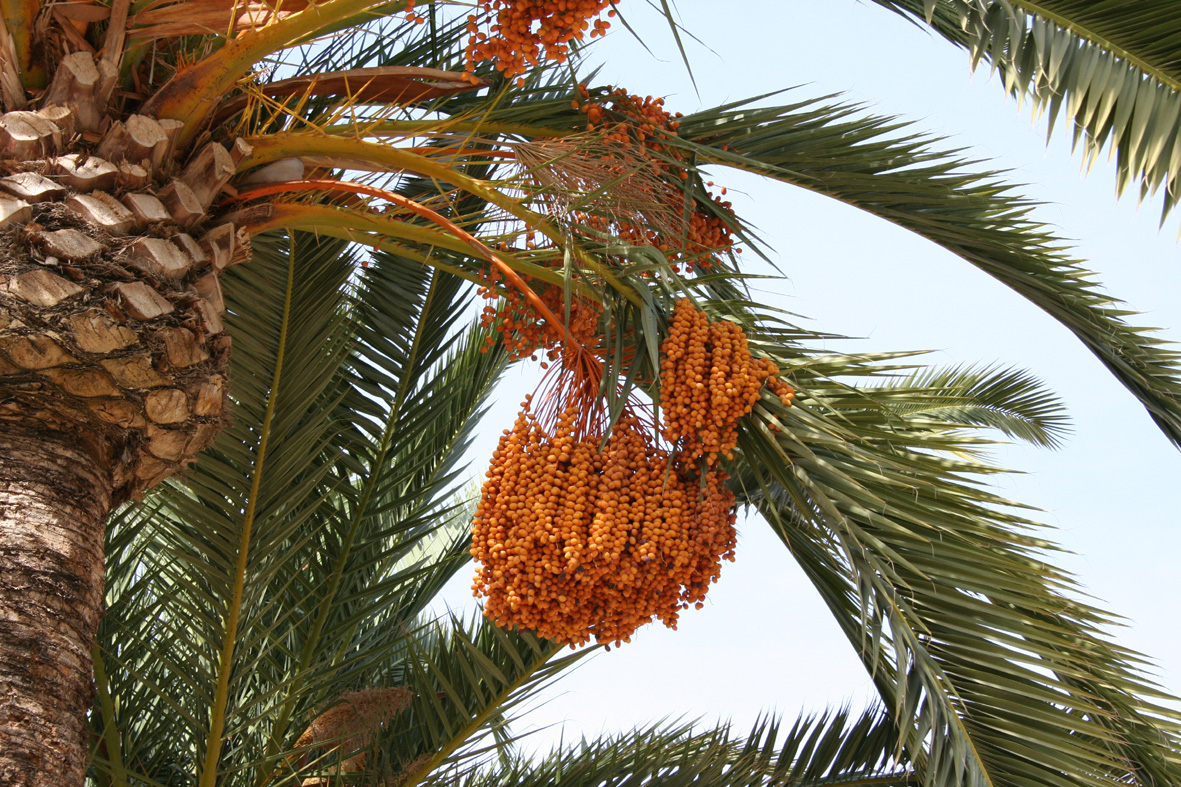
Ciorchine de curmale în regiunea spaniolă Murcia

Există mai multe varietăți: Sahidi, Medjool și Kadrawi.

## Producători
La nivel mondial, cei mai mari producători de curmale au fost Iranul și Irakul, până la Războiul din Golf. În Columbia se produc doar în orașul Soata. În California există importante suprafețe pe care sunt cultivați arborii care produc aceste fructe.

## Proprietăți

### Nutritive
Curmalele au un procent mare de zahăr, de până la 70%. În plus sunt nutritive prin înaltul conținut de alți carbohidrați, fier, potasiu și fosfor. Conțin vitaminele A, B1, B2, B3, triptofan și acid ascorbic. 

### Medicinale
Curmalele sunt considerate bune pentru sănătate. În naturoterapie se folosesc în caz de: astm, gripă, tuberculoză, tuse, febră, cancer, durere de stomac, oboseala ochilor și gonoree. Fructele fierte în lapte stimulează căile respiratorii. Fructele se pot consuma ca atare sau pregătite în marmelade, prăjituri, înghețată și altele. Din sâmburi se prepară o făină, din care se face un fel de clătite.